# Segurança

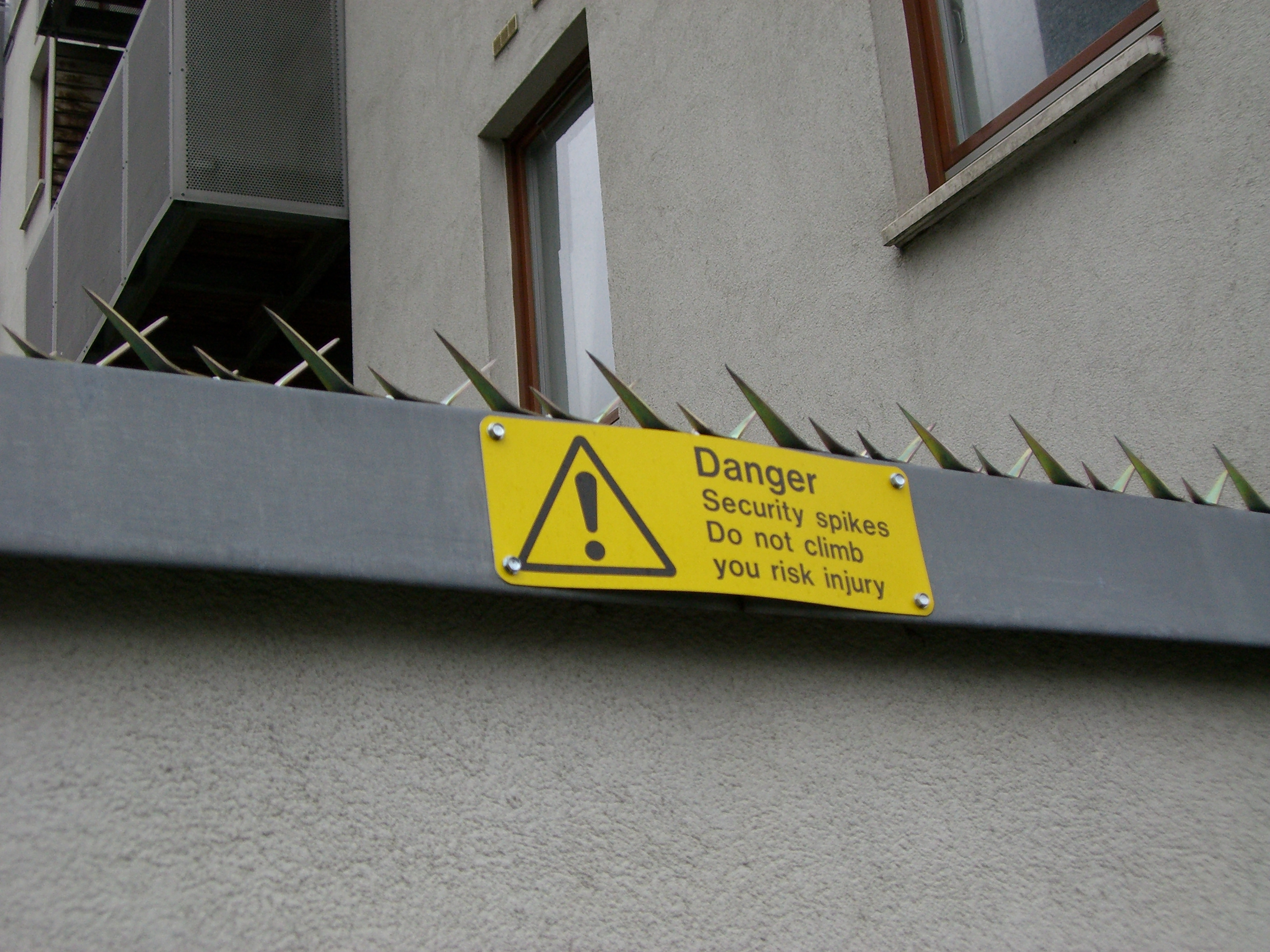
Grades de segurança.

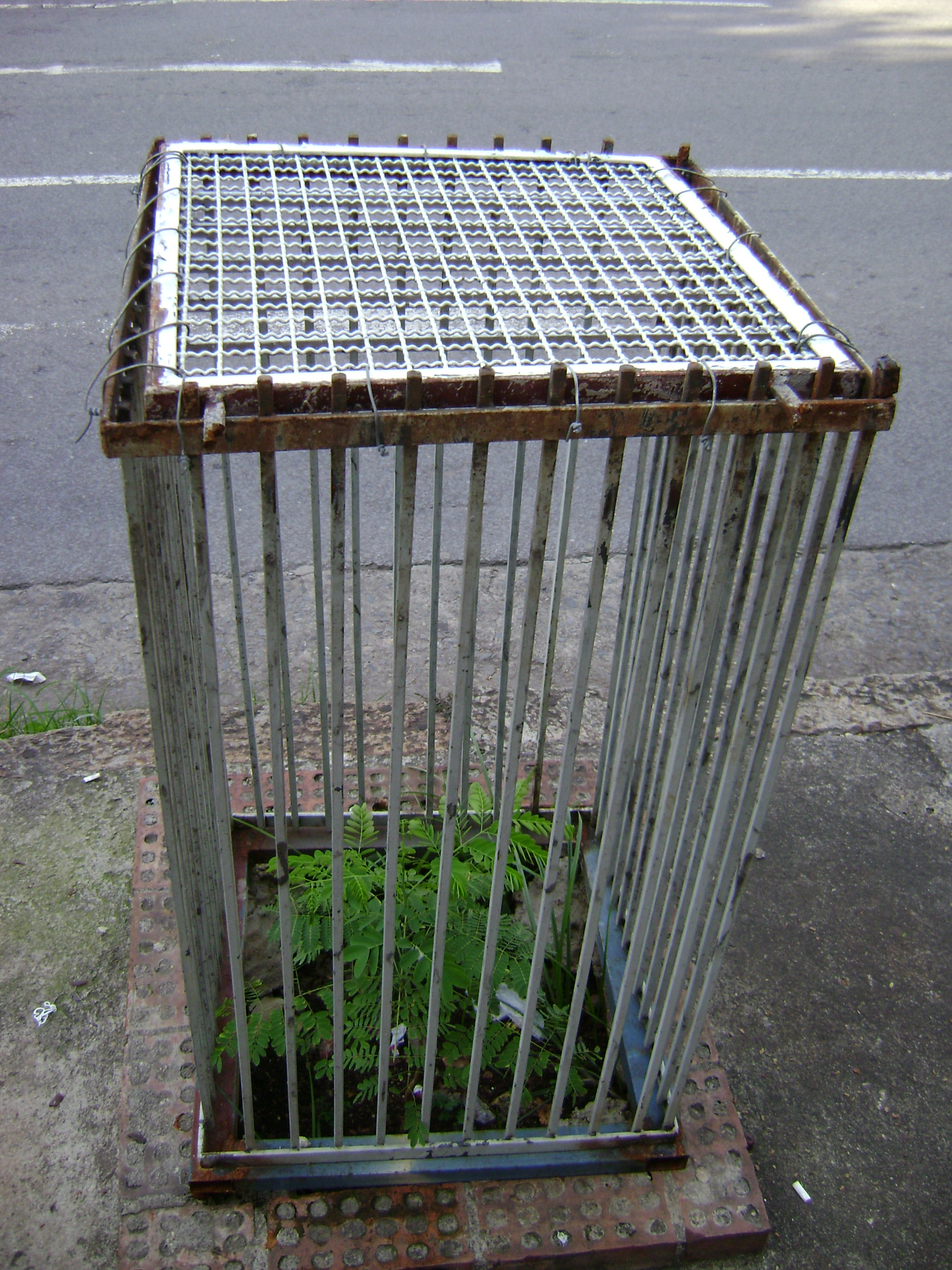
Grades de segurança para uma planta.

A palavra segurança tem vários significados, a depender do contexto. Em termos gerais, é o conjunto de medidas visando à proteção de riscos, perigos ou perdas a pessoas ou coisas. A segurança tem de ser comparada e contrastada com outros conceitos relacionados: continuidade, confiabilidade etc.. 
Como bem comum, a segurança é instituída por meio de um conjunto de convenções sociais.[carece de fontes?]
Por metonímia, chama-se também "segurança" o indivíduo encarregado da segurança pessoal de alguém, de uma empresa, de um condomínio etc..

## Tipos de segurança
Há medidas de segurança específicas para cada área de atuação humana, pois em cada situação, há um conjunto específico de medidas a serem tomadas.
Alguns dos tipos de segurança mais conhecidos são:
- Segurança nacional
- Direção defensiva
- Segurança da informação / computador
- Segurança pública
- Segurança pessoal
- Segurança privada